# سوسن (انجیل)

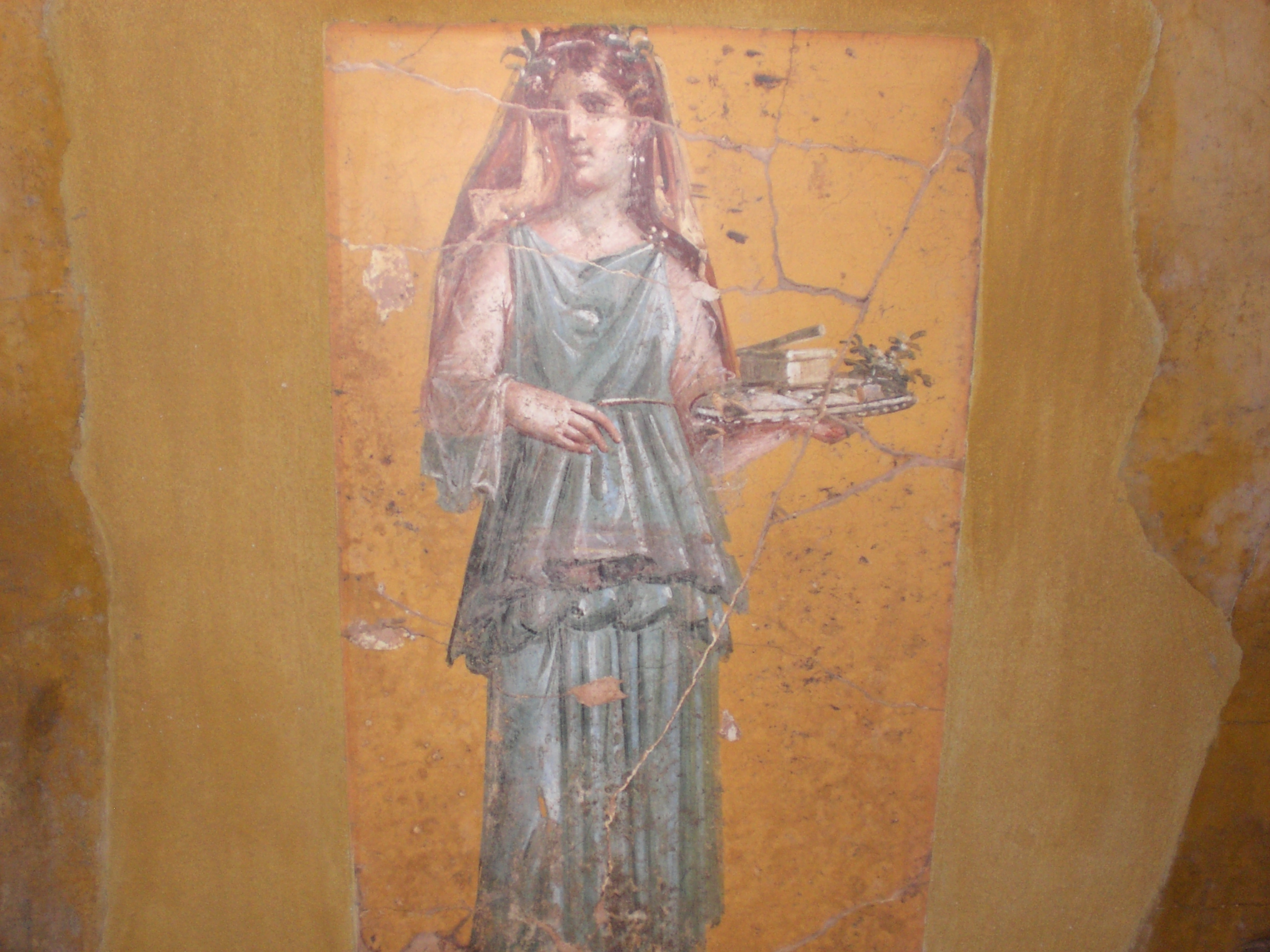
سوسن.

سوزانا یا سوسن از زنانی بود که عیسی مسیح را همراهی و یاری می‌کرد. وی یکی از زنانی است که در انجیل لوقا در آغاز فصل ۸  از وی نام برده شده است. سوزانا بمعنیِ سوسن است.